# 다시남초등학교
다시남초등학교는 대한민국 전라남도 나주시 다시면 석관로 316-2 (문동리)에 있었던 초등학교이다.

## 연혁
- 1939년 4월 1일 다시공립심상소학교 부설 죽포간이학교 개설
- 1944년 4월 1일 다시남공립국민학교로 승격
- 1950년 4월 1일 다시남국민학교로 개칭
- 1996년 3월 1일 다시남초등학교로 개칭
- 1999년 9월 1일 폐교